# يوسف أبو جلبوش
يوسف عبد الرحمن يوسف أبو جلبوش (29 مايو 1998)، ويعرف أحيانًا باسم صيصا، هو لاعب كرة قدم أردني محترف يلعب كلاعب خط وسط مهاجم لنادي الحسين والمنتخب الأردني.

## المسيرة الدولية
استدعي لأول مرة إلى المنتخب الأردني الأول في مباراة ودية انتهت بالفوز 2-0 على طاجيكستان في 1 فبراير 2021، واستدعي للمنتخب الوطني للمشاركة في كأس آسيا 2023.

## الحياة الشخصية
واكتسب أبو جلبوش لقب صيصا وهو طفل نسبة إلى والده الذي كان يلقبه أصدقاؤه بـ "أبو صيصا".

## الإنجازات
الفيصلي
- الدوري الأردني للمحترفين: 2018–19، 2022
- كأس الاتحاد الأردني: 2018–19، 2021
- كأس درع الأردن: 2022، 2023
- كأس السوبر الأردني: 2017، 2020